# L'Enfer sur Terre 2006
L'Enfer sur Terre 2006 (Hell on Earth 2006) est le onzième épisode de la dixième saison de la série animée South Park, ainsi que le 150e épisode de l'émission.

## Synopsis
Satan veut célébrer Halloween à la façon des fêtes de 16e anniversaire présentées dans l'émission télévisée Super Sweet 16. Il se comporte comme une gamine gâtée et ses acolytes infernaux doivent se démener pour tout organiser. Il exige en particulier un gâteau en forme de Ferrari, pour surpasser Puff Daddy. Le démon Zazul envoie trois tueurs en série notoires, Ted Bundy, Jeffrey Dahmer et John Wayne Gacy, sur Terre pour récupérer le gâteau, mais ils ne cessent de faire des gaffes et de s'entretuer.
Pendant ce temps, les enfants tentent d'invoquer le rappeur Biggie Smalls en prononçant son nom trois fois devant un miroir. Alors que tous ont peur, Butters y parvient. Dès lors, une course effrénée se lance pour ramener le rappeur fou du pistolet à la fête.

## Controverse
Cet épisode a provoqué des protestations de la veuve de Steve Irwin, récemment décédé, qui apparait à la fête avec une raie plantée dans le cœur.